# 밀싹

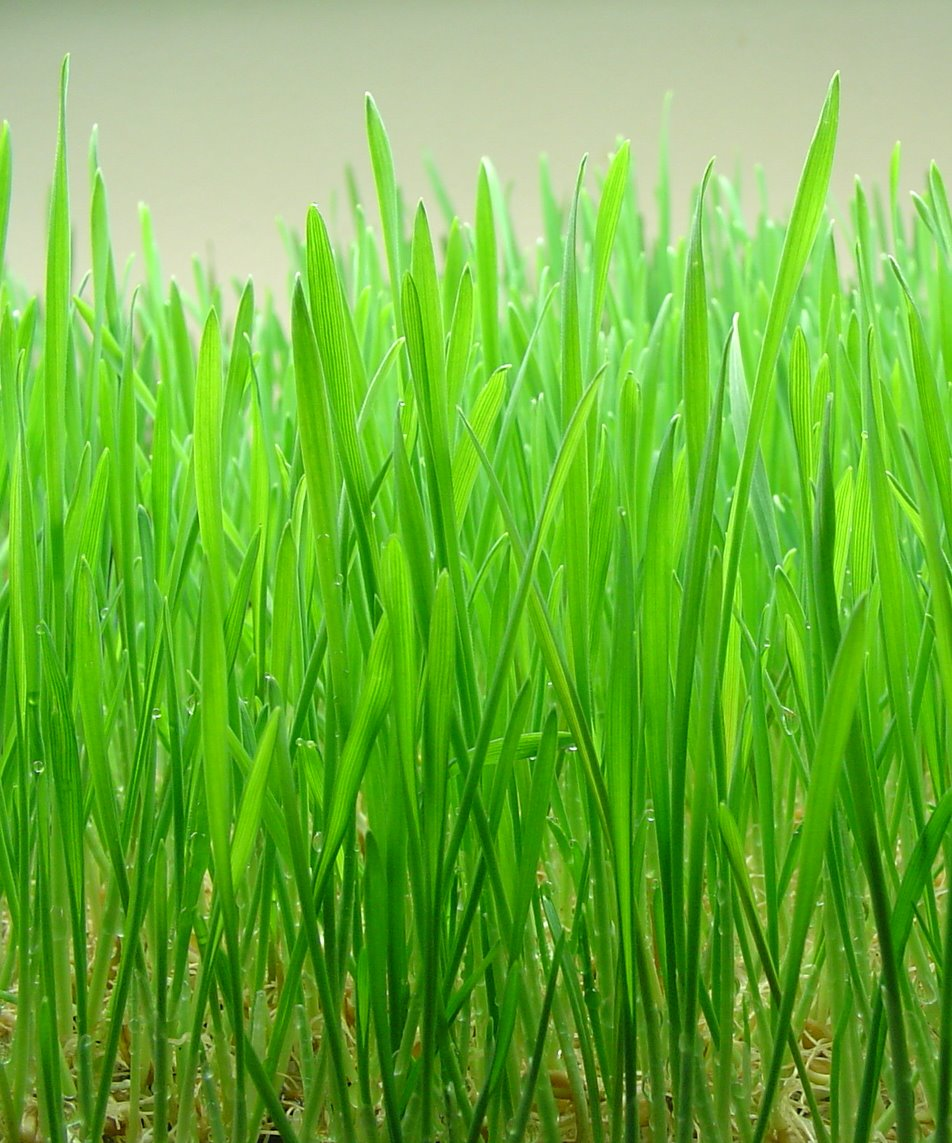
밀싹

밀싹은 밀 씨앗에서 싹을 내어 기른 채소이다.

## 재배
모판에 흙을 깔고 물에 불린 통밀을 심은 뒤, 콩나물을 키울 때처럼 물을 주면 자란다. 발아가 되기 전에는 그늘진 곳에 놓아두며, 발아가 되면 햇볕이 잘 들고 공기가 잘 통하는 곳으로 옮긴다. 1주일 정도 후 싹이 15cm 정도 자라났을 때 잘라내 사용한다. 수확할 때는 뿌리를 두고 줄기를 자르는데, 자른 뒤에 싹이 다시 자라나므로 여러 차례 먹을 수 있다.

## 성장 과정 (싹틔우기)
※이 설명은 정확하지 않을 수 있음.※
0
딱딱한 씨앗.
20분~1시간 30분
부풀어 오름.
1시간 30분~9시간
싹눈이 나옴.
9시간~16시간
어린뿌리가 나옴.
16시간~2일
뿌리 옆에 다른 뿌리가 생김.
2일~3.5일
떡잎싸개 1장이 나옴.
3.5일~6일
본잎 2장이 떡잎싸개를 뚫고 나옴.
6일~8일
본잎이 펴짐.
8일~16일
새순이 나옴.

## 쓰임새

### 요리
밀싹은 흔히 착즙기로 녹즙을 짜 주스로 마신다.
한국 요리에서는 부추, 양파 등 다른 채소와 함께 양념에 버무려 무침으로 먹거나, 반죽물에 넣어 전으로 부쳐 먹는다.

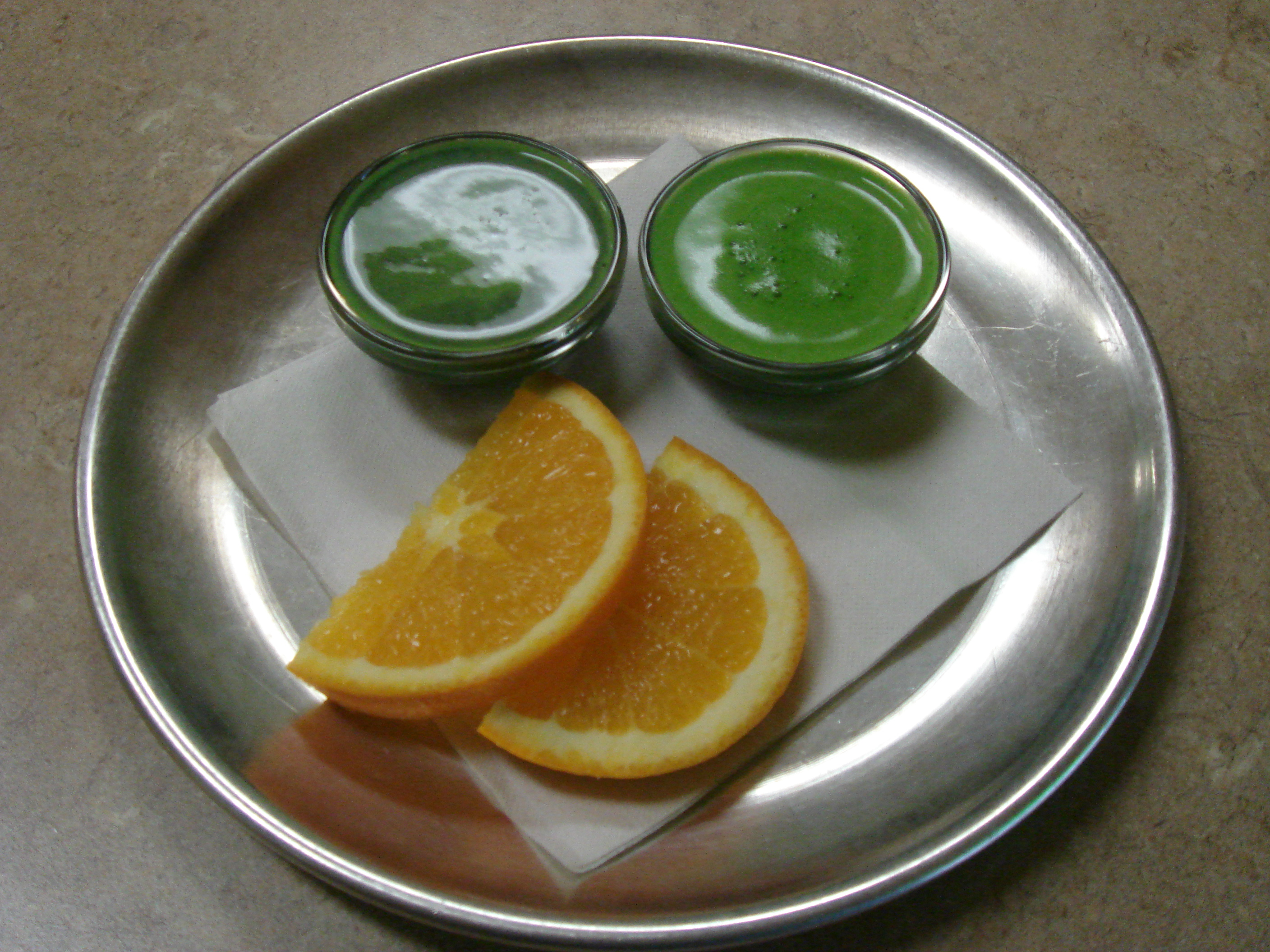
밀싹즙과 레몬
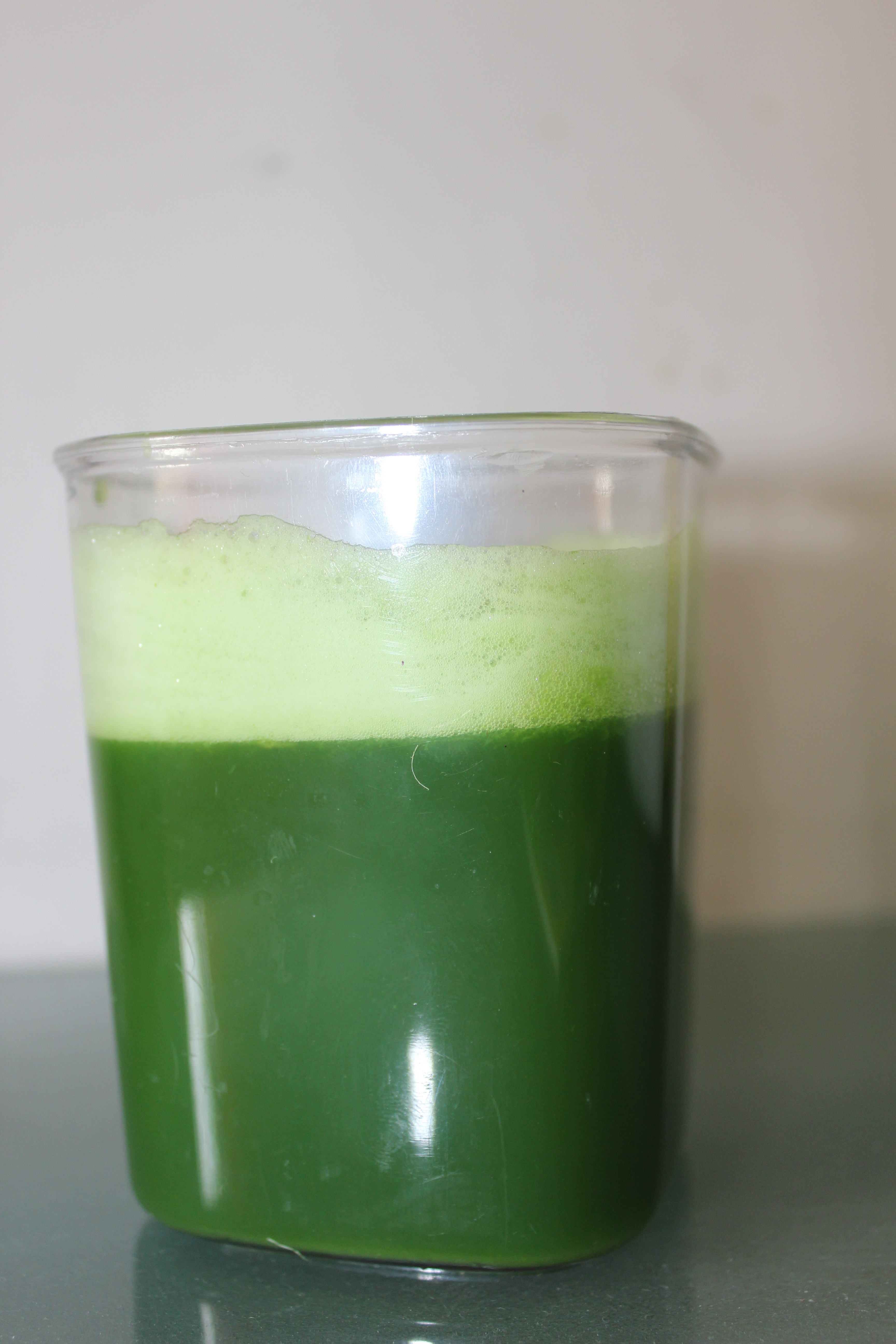
밀싹 주스

### 동물
고양이가 먹을 수 있는 채소 가운데 하나다.

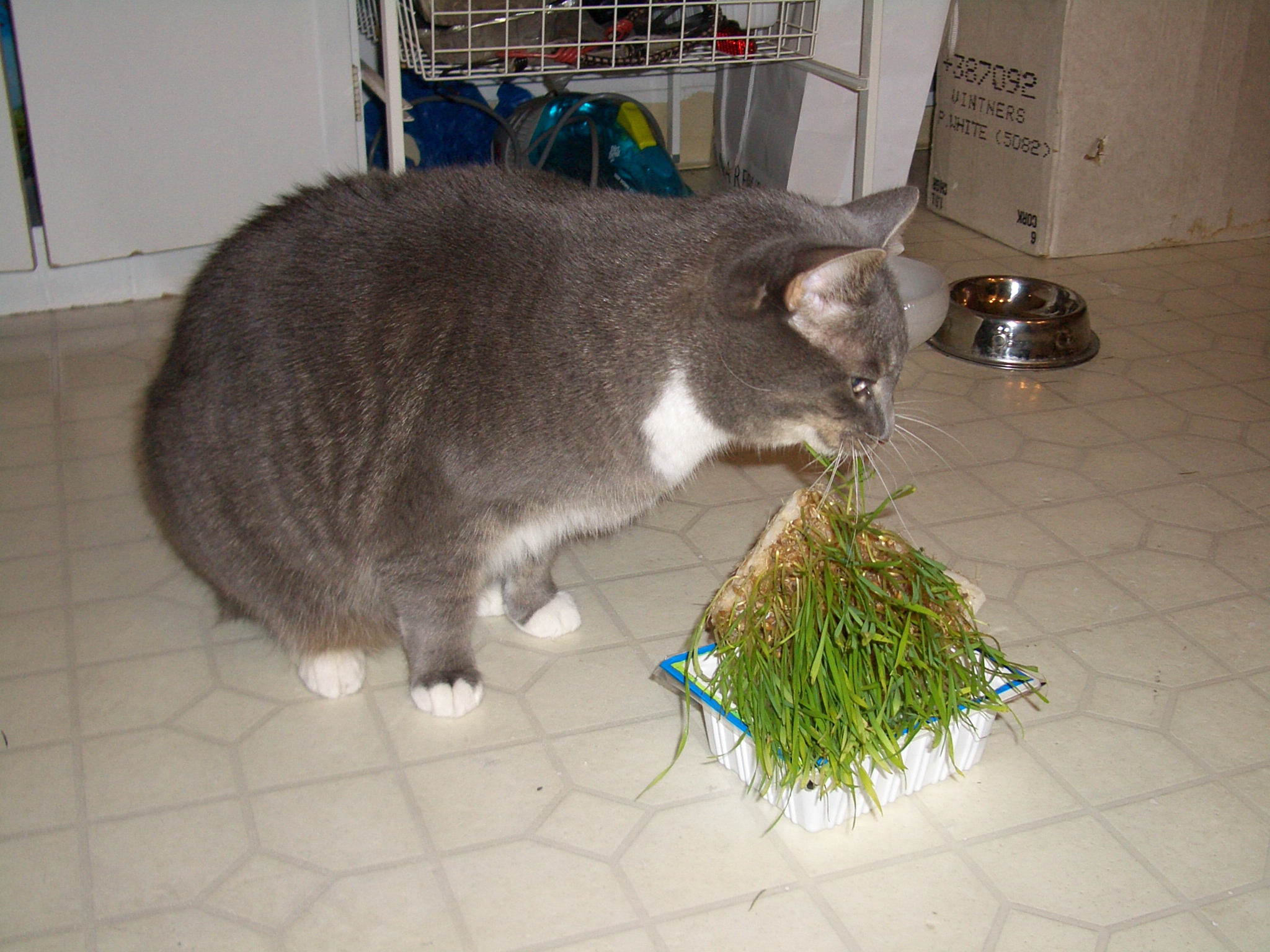
밀싹을 먹는 고양이

## 같이 보기
- 발아밀